# Bébé et le Satyre
Pour plus de détails, voir Fiche technique et Distribution.
Bébé et le Satyre est un film muet français réalisé par Louis Feuillade et sorti en 1912.
Ce film fait partie de la série des Bébé.

## Fiche technique
- Titre : Bébé et le Satyre
- Réalisation : Louis Feuillade
- Scénario : Louis Feuillade
- Société de production : Société des Établissements L. Gaumont
- Pays d'origine :  France
- Langue : film muet avec les intertitres en français
- Format : Noir et blanc — 35 mm — 1,33:1 — Muet
- Métrage : 210 m
- Genre : Comédie
- Durée : 7 minutes
- Date de sortie : 
  - France : juin 1912

## Distribution
- René Dary : Bébé (comme Clément Mary)
- Renée Carl : la mère